# 창평수
창평수 이준(昌平守 李浚, 1653년 ~ ?년)은 조선 중기의 왕족으로 덕흥대원군의 증손이며, 종실 진양군 이담령(珍陽君 李聃齡)의 5남이다.

## 생애
덕흥대원군의 증손이며, 선조의 백형 하원군의 손자이다. 아버지는 종실 진양군 이담령이며, 어머니는 양녀(良女) 예현(禮賢)이다.
부인은 전주인(全州人) 유익용(柳翼龍)의 딸로 신인 전주 유씨(愼人 全州柳氏)이다.
진양군의 5남으로 계사(癸巳) 1653년(효종 4) 탄생하여 창평부수(昌平副守)에 봉작받았다.
1661년(현종 2) 6월 13일 수학종인(受學宗人)의 고강(考講)에서 근만(勤慢)에 대한 분수(分數)가 없다 하여 제조가 추고를 청하였고, 1672년(현종 13) 윤7월 24일 종부시에서 문안하는데 참여하지 않았거나 간혹 한두 번씩만 참여한 종친이라 하여 종중추고(從重推考)를 청하기도 하였다.
1677년(숙종 3) 1월 4일 종신으로 주강(晝講)에 참여하였고, 1701년(숙종 27) 11월 17일 종친부에서 국휼초상(國恤初喪, 인현왕후 민씨 국상) 때 성복(成服)인으로 불참에 현고하자 다시 곡반(哭班)에 내참하게 하고, 서용되었다.
1710년(숙종 36) 3월 26일 종친부에서 파직을 현고하여 파직되었다가 이해 6월 1일 다시 서용되었다.
1712년(숙종 38) 6월 1일 서용되었으나 1713년(숙종 39) 1월 6일 다시 파직을 현고하여 파직되었다가 이해 1월 11일 서용되어 창평수(昌平守)의 봉작을 받고 별세하여, 인천광역시 신고개랭정(新古介冷井)에 예장하였다.

## 가족관계
- 아버지 : 진양군 이담령(珍陽君 李聃齡)
- 어머니(계모) : 현부인 평산신씨(縣夫人 平山申氏, 1598년 - 1666년), 평산인(平山人) 신업(申砐)의 딸.
- 어머니(생모) : 양녀(良女) 예현(禮賢)
- 부인 : 신인 전주유씨(愼人 全州柳氏), 전주인(全州人) 유익용(柳翼龍)의 딸.
  - 장남 : 이시중(李時中)
  - 2남 : 이덕한(李德漢), 초명 이시우(李時雨).
  - 딸 : 광주인 변진유(邊鎭裕)에게 출가.